# Diphyus distinctipes
Diphyus distinctipes là một loài tò vò trong họ Ichneumonidae.